# Obrataň
Obrataň település Csehországban, a Pelhřimovi járásban. Obrataň Vodice, Dolní Hořice, Lidmaň, Křeč, Pacov, Eš, Dobrá Voda u Pacova, Věžná, Cetoraz, Kámen és Černovice településekkel határos. Lakosainak száma 798 fő (2024. január 1.).

## Népesség
A település lakosságának változását az alábbi diagram mutatja:
| Lakosok száma | 1514 | 1576 | 1698 | 1230 | 949  | 844  | 816  | 813  | 788  | 798  |
|               | 1869 | 1890 | 1921 | 1950 | 1980 | 2001 | 2017 | 2019 | 2022 | 2024 |